# Hermann Brandt (Politiker)
Hermann Brandt (* 16. Juli 1884 in Jühnde, Südniedersachsen; † 10. Juni 1962 in Bremerhaven) war ein deutscher Unternehmer  und Politiker. Er war Mitglied der Bremischen Bürgerschaft, (DP).   

## Biografie
Brandt war als Maschinenfabrikant in Bremerhaven tätig. 
Er war Mitglied in der DP. Er war für die DP von 1947 bis 1959 in der 2., 3. und 4.  Wahlperiode zwölf Jahre lang Mitglied der Bremischen Bürgerschaft und in der Bürgerschaft in verschiedenen Deputationen tätig. 